# Sinagoga Beth Israel
La Sinagoga Beth Israel és una sinagoga ortodoxa històrica d'estil gòtic Carpenter a Edenbridge al municipi rural de Willow Creek, prop de Melfort, Saskatchewan, Canadà. La colònia hebrea d'Edenbridge fou fundada en 1906 per immigrants jueus que van arribar de Lituània a través de Sud-àfrica. La sinagoga fou acabada en 1906. El temple amb l'exterior de fusta, la teulada i les finestres, és típica dels edificis d'estil gòtic carpenter construïts per altres grups religiosos a Saskatchewan i a la resta de les zones rurals de l'Amèrica del Nord al canvi del segle XIX al XX. L'elegant interior reflecteix les arrels a l'Europa de l'est de la congregació ortodoxa. Avui en dia, Beth Israel és la sinagoga més antiga que sobreviu a Saskatchewan. La sinagoga Beth Israel, incloent el seu cementiri adjacent, és un indret de patrimoni municipal designat així pel municipi rural de Willow Creek el 10 de setembre de 2003.